# Czarna (Bieszczady)
Czarna è un comune rurale polacco del distretto di Bieszczady, nel voivodato della Precarpazia.
Ricopre una superficie di 184,62 km² e nel 2007 contava 2 384 abitanti.